# Engelska B
Engelska B (EN1202), var en kurs för gymnasieskolan i Sverige enligt Lpf 94 som gällde 1994—2011. Kursen omfattade 100 poäng. Engelska B ersattes av Engelska 6 i och med införandet av Gy11.
Kursen var i allmänhet inte obligatorisk och omfattade 100 poäng. Kursmålen finns på Engelska B på Skolverkets webbplats.
Engelska B lästes av elever vid naturvetenskapsprogrammet, teknikprogrammet, estetiska programmet, samhällsvetenskapliga programmet, humanistiska programmet samt av andra som läste kursen som individuellt val. Kursen är ett vanligt inträdeskrav för högskolestudier och universitetsstudier.